# Oxystigma msoo
Oxystigma msoo är en ärtväxtart som beskrevs av Hermann August Theodor Harms. Oxystigma msoo ingår i släktet Oxystigma och familjen ärtväxter. Inga underarter finns listade i Catalogue of Life.